# 顧蒓
顧蒓（1765年—1832年），字希翰、又字吳羹，號南雅，江蘇蘇州府吳縣人，清朝政治人物、文學家。

## 生平
嘉慶七年（1802年）壬戌科二甲第七名進士，選翰林院庶吉士，散館授編修，嘉慶十七年（1812年）升侍讀，同年任雲南學政，途經河南，見吏多貪墨，奸民充斥，向嘉慶帝密疏，指出若不儘早根治，恐釀巨患。然而未引起朝廷重視，嘉慶十八年（1813年）九月果然發生滑縣民變（癸酉之變）。其選士以品行為重，禮遇賢能。
嘉慶二十五年（1820年）充日講起居注官，同年道光帝即位，升侍講學士，上疏請停捐例，再疏陳“崇君德、正人心、飭官方”三事，得到道光帝嘉許。同年左都御史松筠出為熱河都統，顧蒓上疏稱松筠人品正直，建議留在道光帝身邊，忤道光帝，謫編修，九年不曾調職。
嘉慶年間，顧蒓在翰林院任史官時，主撰和珅傳記。和珅曾幾次因事被乾隆帝詰問斥責，顧蒓秉筆直書。然而送交預覽之前，傳稿被他人篡改，該部份被刪掉。嘉慶帝看後，嚴厲詰問。大臣於是上呈顧蒓原稿，嘉慶帝深切肯定，竄改者被撤職。道光九年（1829年），道光帝閱讀《仁宗實錄》時，看到此事，對顧蒓的直筆贊許不已，想起其此前為松筠之事上疏，必然不是因為徇私，擢右春坊右中允，道光十年（1830年）升侍講學士，道光十一年（1831年）任通政使司副使，道光十二年（1832年）卒於官。《清史稿》有傳。

## 著作
顧蒓工詩文，以蘇軾為宗，音格高雅，駢文師從唐、宋名家，又善書畫。其身居翰林院三十餘年，文名動天下。晚年聲名更盛，被譽為“文壇耆宿”。所著有《南雅詩文鈔》行世。

## 家族
先世由江寧縣徙居吳縣。玄祖顧國本（字君寧，鄉人私諡“貞孝”）為貢生，以孝著名；高祖顧竑為長洲庠生；曾祖顧漸考授州同；祖父顧階升（字步巖，號朗嘯）為元和監生，熱愛藏書畫；父顧應昌（字殿舍，號桐井，自號五癡，1735-1796）為監生。母為汪大經女。顧蒓為顧應昌長子，有弟顧蘩及四姐妹。

## 延伸阅读
[在维基数据编辑]
 《清史稿·卷377》，出自趙爾巽《清史稿》